# Singajaya (Cibalong)
Singajaya is een bestuurslaag in het regentschap Tasikmalaya van de provincie West-Java, Indonesië. Singajaya telt 5322 inwoners (volkstelling 2010).